# 前野悅輝
前野悦輝（日语：／ Maeno Yoshiteru ?，1957年2月20日—），日本物理学家，專長固體物理學。曾任職於洛斯阿拉莫斯國家實驗室，現任京都大學教授。紫綬褒章表彰。
前野教授是氧化釕（Sr2RuO4）自旋三重態的發現者暨立體元素週期表Element touch的發明者，2009年與細野秀雄分享日本人第3座馬蒂亞斯獎。

## 生平
1957年2月20日，前野悦輝出生於日本京都府京都市的和菓子之家。1979年3月京都大學理學部物理學科畢業，1980年美國加州大学圣地亚哥分校（UCSD）物理學碩士，1984年6月獲得UCSD物理學博士學位。
1984年8月擔任洛斯阿拉莫斯國家實驗室研究員。1984年10月回國擔任廣島大學理學部物理學科助手。1988年6月至1989年擔任IBM蘇黎世研究所客座研究員，1989年6月升任廣到大學助教授。1996年4月轉至京都大學大學院理學研究科，擔任助教授（物理學・宇宙物理學專攻　物理學第一分野　固體量子物質研究室）。
2001年5月至今，擔任京都大學國際融合創造中心教授。

## 貢獻
在量子凝聚相的範疇中，尋找並發展新發電材料。特別是發現氧化釕（Sr2RuO4）的自旋三重態，這是目前已知具有最大性能的超導體。
在以往的常識中，高溫超導體只具有自旋單重態，一直沒有超出BCS理論的範疇。然而，前野等人的發現推翻了舊學說，揭示了超導體可具有類似液體氦3的超流體狀態。此一發現揭示了低溫物理學與強相關電子系統（Strongly correlated electron system）的歷史新頁。
除了研究的本業，前野最為人知的成就是創造立體元素週期表Element touch。

## 榮譽[2]
- 2000年 - 久保亮五記念獎
- 2002年 - 日本IBM科學獎
- 2004年 - Thomson Scientific Research Front Award 2004
- 2004年 - Daiwa Adrian Prizes
- 2009年 - 馬蒂亞斯獎（與細野秀雄）
- 2010年 - 仁科芳雄獎
- 2013年 - 紫綬褒章